# Pseudopoda acris
Pseudopoda acris (лат.) — вид пауков рода Pseudopoda из семейства Sparassidae.

## Распространение
Встречается в Юго-Восточной Азии: Мьянма.

## Описание
Пауки средних размеров (самка 13,8—14,2 мм; самец около 10 мм; длина самой длинной второй пары ног самца до 25 мм). Основная окраска желтовато- и красно-коричневая. Дорсальный диск просомы самца красновато-коричневый с более тёмными пятнами и двумя боковыми полосами; ямки и полосы отчётливо обозначены. Опистосома самца дорсально жёлтая с несколькими точками, вентрально жёлтая. Дорсальный диск просомы самки желтовато-коричневый; ямки и полосы отчётливо выражены. Опистосома самки дорсально с большим количеством красновато-коричневых точек, вентрально красновато-коричневая, с двумя параллельными продольными линиями более светлых точек. Формула ног II-I-IV-III. Бёдра с шипиками. Эмболюс самца расширен и уплощён, ретролатеральный апофизис (RTA) выступает проксимально или мезиально из голени.

## Таксономия и этимология
Вид был впервые описан в 2023 году китайскими биологами совместно с немецким арахнологом Петером Егером, выделившим род Pseudopoda в 2000 году. Видовое название P. acris происходит от латинского прилагательного acer,-ris, -remean («острый»), обозначающего признак острого кончика дорсальной части ретролатерального апофизиса голени (dRTA).